# Lehi

Stema Lehi

Lehi (acronim ebraic pentru denumirea Lohamey Herut Israel - Luptătorii pentru Libertatea Israelului, în ebraică:לוחמי חירות ישראל sau לח"י) a fost un grup mic paramilitar radical care a luat ființă în rândurile evreilor din Palestina în septembrie 1940 detașându-se în anii 1939-1941 din organizația sionistă revizionistă mai mare „Etzel” sau „Irgun” (Irgun Tzvaí Leumí, adică „Organizația Militară Națională”). Motivul sciziunii a fost împotrivirea membrilor lui la decizia Irgunului de a înceta acțiunile contra puterii mandatare britanice, în vremea în care Marea Britanie era antrenată în combaterea Germaniei naziste și a aliaților ei și împotrivirea la înrolarea evreilor din Palestina în armata britanică.
Grupul Lehi, care număra câteva sute de membri, era hotărât să continue rezistența contra politicii guvernământului britanic în Palestina care după 1939 limitase foarte mult imigrația evreiască în Palestina, împiedica astfel salvarea a sute de mii de evrei amenințați de regimul hitlerist, și tindea să favorizeze, în schimb, revendicările naționaliștilor arabi. Lehi și-a propus să combată cu mijloace violente forțele de ocupație britanică, pentru a obține încetarea prezenței britanice și a Mandatului britanic în Palestina, imigrația fără restricții a evreilor în Palestina și constituirea unui stat național evreiesc pe tot cuprinsul Palestinei și în Transiordania. 
Lehi s-a opus conducerii instituțiilor alese ale Ishuvului - colectivitatea evreiască din Palestina - și conducerii mișcării sioniste. 
În 1940 și 1941 în scopul luptei contra britanicilor și din dorința de a salva pe evreii din Europa, doi reprezentanți ai acesteia au tatonat cu naivitate și fără nici un succes contactarea unor reprezentanți ai Italiei fasciste și ai Germaniei naziste. Germania se afla în război cu puterea mandatară, Marea Britanie, dar cristalizase de mult o politică de o represiune și ostilitate fără precedent, până la genocid, față de evrei și, alături de regimul Mussolini, a arătat  simpatie și sprijin față de cauza naționalistă arabă (în Irak, Palestina, Egipt etc).   

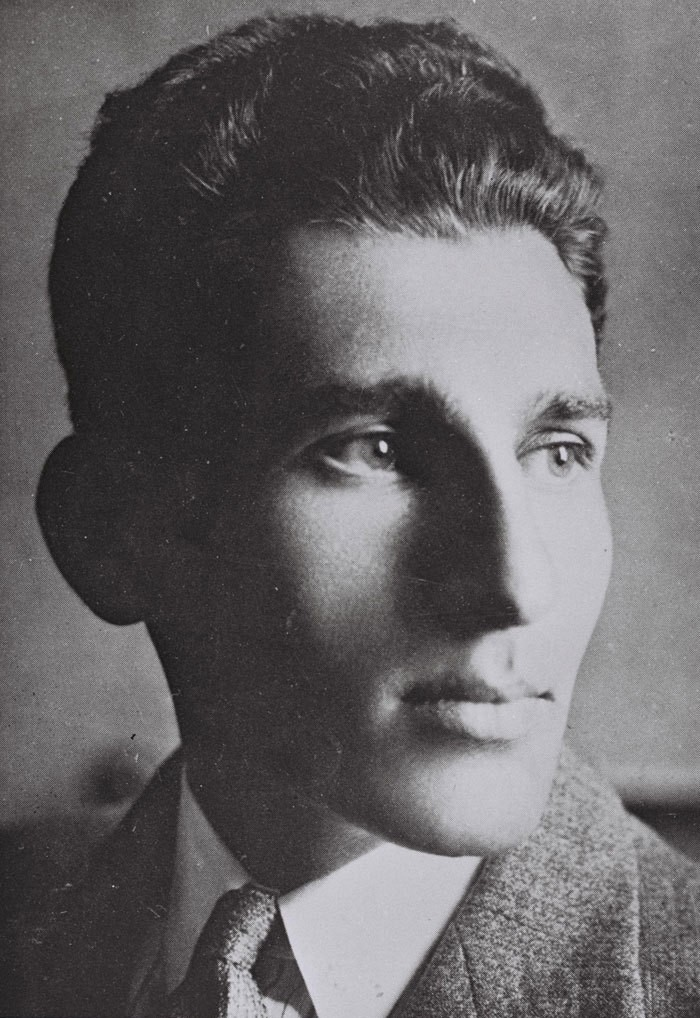
Avraham Stern, cunoscut ca Yair

Între 1941-1948 organizația a comis atentate și acțiuni de sabotaj contra forței de ocupație britanice, a unor ofițeri și instalații strategice ale armatei britanice în Palestina. 
Grupul difuza emisiuni radio, afișe și manifeste propagandistice, și a tipărit două gazete periodice clandestine „Bahazit” (Pe front) și „Hamáas” (Acțiunea)
Autoritățile britanice foloseau pentru organizația Lehi denumirea de „Stern gang” sau „Banda Stern”, după numele întemeietorului și primului ei comandant, Avraham Stern, zis Yair. 
După uciderea lui Stern de către agenți britanici într-un apartament în care se ascundea la Tel Aviv, Lehi a fost condusă de un triumvirat format din Itzhak Iezrinitzki, zis Michael, în viitor cunoscut ca Itzhak Shamir, ministru de externe și prim ministru al Israelului, Nathan Friedman Yalin Mor și dr Israel Shaib, ulterior Eldad.
Noua conducere a subliniat caracterul „antiimperialist” al organizației.
În anii 1945-1946  s-a alăturat Lehi la mișcarea de revoltă antibritanică proclamată de organizațiile subterane Etzel (iulie 1945) și Hagana (noiembrie 1945), iar în anii 1947-1948  a participat împreună cu Hagana și Etzel la războiul pentru apărarea colectivității evreiești din Palestina și la Războiul de independență al Israelului.
La 6 noiembrie 1944 doi membri ai Lehi au asasinat la Cairo pe Walter Guiness, lord Moyne, ministrul britanic pentru afacerile Orientului Mijlociu. Atentatorii, Eliyahu Beit-Tzuri și Eliyahu Hakim au fost capturați, judecați de un tribunal militar britanic și spânzurați la 23 martie1945.
În cadrul revoltei antibritanice Lehi a perpetrat un număr de operații, dintre care cea mai mare a fost aruncarea în aer a Atelierelor feroviare de la Haifa, în care au fost omorâți și 11 membri ai grupului. Mișcarea comună de rezistență s-a destrămat ca urmare a exploziei executate la 22 iulie de Etzel la Hotelul King George din Ierusalim. 
În 1948 împreună cu Hagana și Palmah și cu Etzel,grupul Lehi a fost dizolvat de guvernul israelian pentru a lua parte începând din 29 mai 1948 la constituirea Armatei de apărare a Israelului. Totuși organizația și-a continuat activitatea în zona luptelor din regiunea Ierusalim, unde la 9 aprilie 1948 a fost implicată alături de membri ai Etzel în Masacrul de la Deir Yassin. În septembrie 1948 a fost dizolvată și dezarmată și în zona Ierusalim de către autoritățile israeliene, în urma asasinării de către membrii ei a mediatorului ONU, contele Folke Bernadotte din Suedia.
Unul din comandanții grupului, Nathan Yalin Mor, a fost ales în 1948 ca deputat în primul Knesset din partea fracțiunii parlamentare Reshimat Halohamim (Lista Luptătorilor)

## In memoriam

Medalia Lehi

- 1980 - Contribuția grupului Lehi și a veteranilor săi la întemeierea Statului Israel a fost recunoscută oficial în această țară. În acel an a fost instituită o „Medalie a Lehi” cu care au fost decorați veteranii organizației. Panglica medaliei poartă culorile roșu, negru, gri, albastru și alb.
- Asociația pentru comemorarea patrimoniului Lehi cinstește memoria celor 125 membri căzuți ai organizației.

În fiecare an Asociatia patroneaza o ceremonie la mormântul lui Yair în cimitirul Nahlat Itzhak din Tel Aviv.
- Ziua de 25 Shvat, ziua uciderii lui Yair, a fost stabilită ca Ziua comemorării membrilor căzuți ai Lehi.
- 1985 - În casa unde a fost ucis Yair, in cartierul Florentin din Tel Aviv, a fost organizat un Muzeu al Lehi.
- 11 septembrie 2005 - A fost inaugurat monumentul Lehi în Pădurea Lehi de langa Mishmar Ayalon. Monumentul, creatie a sculptoriței Ayelet Bitan-Shlonski, comemorează amintirea celor 125 de luptători ai Lehi căzuți pentru apărarea patriei.